# Twenty Four Seven Tour
Twenty Four Seven Tour (24/7 Tour) – szósta trasa koncertowa amerykańskiej wokalistki Tiny Turner, promująca jej ostatnią płytę "Twenty Four Seven" z 1999 r. Trwała ona od 23 marca 2000 do 6 grudnia 2000 roku obejmując 116 koncertów (92 w Ameryce Północnej i 24 w Europie). Zapowiedziana jako ostatnia w karierze artystki (Tina Turner powróciła z kolejną trasą w 2008 roku) w której grała najważniejsze utwory z całej jej kariery. Jest też trzecią trasą, podczas której Tina odwiedziła Polskę (Sopot).

## Zespół
- Tina Turner - wokal;
- Jack Bruno - perkusja;
- Joel Campbell - fortepian, wokal pomocniczy;
- Euge Groove - instrumenty perkusyjne, instrumenty klawiszowe, saksofon, wokal pomocniczy;
- Ollie Marland - instrumenty klawiszowe, wokal pomocniczy;
- Warren McRae - gitara basowa;
- John Miles - gitara, harmonijka ustna, wokal pomocniczy;
- James Ralston - gitara, wokal pomocniczy;
- Gloria Ruben - chórek, wokal pomocniczy (zastąpiona przez Lisę Fischer);
- Lisa Fischer - chórek, wokal pomocniczy;
- Stacy Campbell - chórek, wokal pomocniczy;
- Claire Louise Turton - tancerka, chórek;
- Solange Geunier - tancerka, chórek;
- Ivona Brnelic - tancerka, chórek;

## Lista utworów
1. I Wanna Take You Higher - wejście: granatowa kurtyna rozsuwa się ukazując Tinę i tancerki na wysokim rusztowaniu
2. Absolutely Nothing's Changed
3. Fool In Love
4. Acid Queen
5. River Deep Mountain High
6. We Don't Need Another Hero
7. Get Back / Better Be Good To Me
8. Private Dancer
9. Let's Stay Together
10. What's Love Got To Do With It
11. When The Heartache Is Over
12. Hot Legs / Baby I'm A Star
13. Help
14. Whatever You Need
15. Sittin' On The Dock Of The Bay
16. Try A Little Tenderness
17. Steamy Windows / Heard It Through The Grapevine
18. Hold On, I'm Coming / Addicted To Love
19. The Best
20. Proud Mary
21. Nutbush City Limits
22. Twenty Four Seven - niektóre koncerty

## Przebieg trasy

### Ameryka PółnocnaI
- 23/03/2000 Minneapolis
- 24/03/2000 Madison
- 25/03/2000 Rosemont
- 26/03/2000 Auburn Hills
- 30/03/2000 Cleveland
- 31/03/2000 Louisville
- 01/04/2000 Greensboro
- 03/04/2000 Filadelfia
- 07/04/2000 Nowy Jork
- 08/04/2000 Nowy Jork
- 09/04/2000 Buffalo
- 12/04/2000 Atlanta
- 14/04/2000 Tampa
- 15/04/2000 Sunrise
- 16/04/2000 Sunrise
- 18/04/2000 New Orleans
- 19/04/2000 Dallas
- 20/04/2000 San Antonio
- 23/04/2000 Houston
- 27/04/2000 Phoenix
- 28/04/2000 San Diego
- 29/04/2000 Las Vegas
- 03/05/2000 Sacramento
- 04/05/2000 Anaheim
- 05/05/2000 Anaheim
- 06/05/2000 San Jose
- 08/05/2000 Oakland
- 12/05/2000 Tacoma
- 13/05/2000 Vancouver, Kanada
- 15/05/2000 Salt Lake City
- 17/05/2000 Denver
- 19/05/2000 Kansas City
- 20/05/2000 Moline
- 21/05/2000 Saint Louis
- 24/05/2000 Milwaukee
- 26/05/2000 Indianapolis
- 27/05/2000 Rosemont
- 28/05/2000 Cincinnati
- 01/06/2000 Auburn Hills
- 02/06/2000 Grand Rapids
- 03/06/2000 Columbus
- 04/06/2000 Toronto, Kanada
- 08/06/2000 Boston
- 09/06/2000 Boston
- 10/06/2000 Montreal, Kanada
- 11/06/2000 Ottawa, Kanada
- 14/06/2000 Bristow
- 15/06/2000 Hartford
- 16/06/2000 East Rutherford

### Europa
- 30/06/2000 Zurych, Szwajcaria
- 01/07/2000 Zurych, Szwajcaria
- 03/07/2000 Hannover, Niemcy
- 05/07/2000 Paryż, Francja
- 07/07/2000 Glasgow, Wielka Brytania
- 09/07/2000 Cardiff, Wielka Brytania
- 11/07/2000 Sheffield, Wielka Brytania
- 13/07/2000 Dublin, Wielka Brytania
- 15/07/2000 Londyn, Wielka Brytania
- 16/07/2000 Londyn, Wielka Brytania
- 18/07/2000 Groningen, Holandia
- 19/07/2000 Hamburg, Niemcy
- 21/07/2000 Berlin, Niemcy
- 23/07/2000 Monachium, Niemcy
- 25/07/2000 Werchter, Belgia
- 27/07/2000 Frankfurt, Niemcy
- 28/07/2000 Kolonia, Niemcy
- 30/07/2000 Lipsk, Niemcy
- 01/08/2000 Wiedeń, Austria
- 03/08/2000 Kopenhaga, Dania
- 05/08/2000 Göteborg, Szwecja
- 06/08/2000 Oslo, Norwegia
- 09/08/2000 Helsinki, Finlandia
- 10/08/2000 Helsinki, Finlandia
- 12/08/2000 Tallinn, Estonia
- 15/08/2000 Sopot, Polska

### Ameryka PółnocnaII
- 20/09/2000 Boston
- 22/09/2000 Filadelfia
- 23/09/2000 Albany
- 24/09/2000 Toronto, Kanada
- 26/09/2000 Toronto, Kanada
- 28/09/2000 Montreal, Kanada
- 30/09/2000 Pittsburg
- 01/10/2000 Uniondale
- 04/10/2000 Chicago
- 06/10/2000 Cleveland
- 07/10/2000 Waszyngton
- 08/10/2000 Raleigh
- 11/10/2000 Greenville
- 13/10/2000 Charlotte
- 14/10/2000 Atlanta
- 15/10/2000 Orlando
- 18/10/2000 Sunrise
- 20/10/2000 Nashville
- 21/10/2000 Birmingham
- 22/10/2000 Knoxville
- 25/10/2000 Nowy Orlean
- 27/10/2000 Austin
- 28/10/2000 Dallas
- 29/10/2000 Houston
- 01/11/2000 Columbus
- 03/11/2000 Lexington
- 04/11/2000 Dayton
- 05/11/2000 East Lansing
- 09/11/2000 Fargo
- 10/11/2000 Ames
- 11/11/2000 Minneapolis
- 14/11/2000 Denver
- 16/11/2000 San Jose
- 17/11/2000 Los Angeles
- 18/11/2000 Las Vegas
- 22/11/2000 Portland
- 24/11/2000 Edmonton, Kanada
- 25/11/2000 Calgary, Kanada
- 27/11/2000 Vancouver, Kanada
- 29/11/2000 Seattle
- 01/12/2000 Oakland
- 02/12/2000 Reno
- 03/12/2000 Bakersfield
- 05/12/2000 Phoenix
- 06/12/2000 Anaheim